# All the Small Things
"All the Small Things" é um single da banda estadunidense Blink-182, lançado dia 18 de janeiro de 2000 pela MCA.
A The Team 1200 (uma estação de rádio de Ottawa) e muitos de seus locutores fizeram um remake do single chamado "All The Leafs Stink" (algo como "Todas as Folhas Fedem") durante a "Batalha de Ontário" — entre o Ottawa Senators e o Toronto Maple Leafs. Também foi alvo de uma paródia dos comediantes do game-show Whose Line Is It Anyway?. A canção ainda está presente nos filmes Charlie's Angels e Clockstoppers.
Este single vendeu mais de quinhentas mil cópias físicas nos Estados Unidos, sendo um sucesso de pública  e crítica.

## Videoclipe
Dirigido por Marcos Siega, o videoclipe de "All the Small Things" parodia vários videoclipes de pop produzidos pelos mais diversos artistas, incluindo os Backstreet Boys, *NSYNC, 98 Degrees, Sugar Ray, Britney Spears, Westlife, Christina Aguilera e os próprios integrantes do Blink-182.
Na cena em que Mark Hoppus imita Ricky Martin na frente das fãs, duas pessoas estão se beijando de língua no fundo. São Tom DeLonge e sua namorada e atual esposa, Jen.